# Cristo 70
Cristo 70 es una película mexicana filmada en 1969 pero estrenada el 26 de marzo de 1970 en un Jueves Santo. Cuenta con las participaciones de Carlos Piñar como Raúl, Nora Larraga "Karla" como Judith, Gabriel Retes como Pedro, Enrique Novi como el Chololo, José Roberto Hill como Jaime, David Alejandro como el Yeyo, y Guillermo Orea como el Padre Damián.

## Sinopsis
Unos jóvenes cometen un robo a mano armada, huyen para esconderse en la iglesia de un pueblo donde se está preparando el viacrucis viviente y son finalmente elegidos para recordar esos pasajes de la vida de Jesucristo.

## Repercusión
El filme tuvo una repercusión marginal. Registra solo 45 calificaciones de usuarios en el sitio IMDb y ninguna crítica especializada.